# Gardenia chevalieri
Gardenia chevalieri är en måreväxtart som beskrevs av Charles-Joseph Marie Pitard. Gardenia chevalieri ingår i släktet Gardenia och familjen måreväxter. Inga underarter finns listade i Catalogue of Life.